# Kien Phuc
Kiến Phúc (建福) (12 februari 1869 - 31 juli 1884) was de keizer van Vietnam van 1883 tot 1884. Hij was de opvolger van keizer Hiep Hoa en de 7e keizer van de Nguyen dynastie. Zijn regeernaam (Nien Hieu) was Kien Phuoc (27 januari 1884 - 15 februari 1885) en zijn tempelnaam (Mieu Hieu) was Gian Tong. Na zijn overlijden (Dang Ton Hieu) werd hij Nghi Hoang De genoemd.